# شهرستان کانن (تنسی)
شهرستان کانن، تنسی (به انگلیسی: Cannon County, Tennessee) یک سکونتگاه مسکونی در ایالات متحده آمریکا است که در تنسی واقع شده‌است.

## خصوصیات
شهرستان کانن ۶۸۸ کیلومترمربع مساحت دارد.